# Gypaetus barbatus
El quebrantahuesos (Gypaetus barbatus, literalmente «buitre-águila barbado») es una especie de ave accipitriforme de la familia Accipitridae. Es un buitre notablemente distinto de otras aves de presa parecidas. Recibe su nombre por su costumbre de recoger huesos y caparazones hasta grandes alturas para soltarlos, partirlos contra las rocas y poder ingerirlos para alimentarse. 
Se trata de una especie amenazada en amplias zonas de su distribución, y en el continente europeo es un animal en grave peligro de extinción que ha desaparecido de varias regiones donde antes era abundante.[cita requerida]  En la actualidad se le puede observar en la cordillera Cantábrica (donde ha sido reintroducido gracias a ejemplares oscenses), los Pirineos, los Alpes (donde ha sido reintroducido), norte de África, el Gran Valle del Rift, Sudáfrica, Grecia y desde Anatolia hasta los montes Tian Shan y el Himalaya.

## Descripción
La envergadura alar de esta especie varía entre los 2.75 y los 3.00 m. Su peso puede variar entre 4.5 y 7 kg. Son características de esta especie las alas largas y estrechas, la cola larga en forma de rombo y el hecho de tener la cabeza recubierta de plumas, al contrario que el resto de buitres. Esto se debe a que el quebrantahuesos no introduce la cabeza y cuello en los cuerpos de animales muertos, sino que es una especie osteófaga (de hecho, es la única ave que se alimenta casi exclusivamente de huesos): cuando los mamíferos carnívoros, cuervos y otras especies de buitres han hecho desaparecer las partes blandas, los quebrantahuesos acuden para alimentarse de los huesos. Cuando estos son demasiado grandes para poder tragarlos los agarra con sus patas y los deja caer en zonas rocosas para partirlos en fragmentos más pequeños que pueda ingerir. Esta práctica no es para comer el tuétano, como mucha gente cree, el quebrantahuesos ingiere el hueso entero, pudiendo tragar trozos de hasta 20 cm de longitud. Se estima que un 75% de su dieta se compone de lo que obtienen de los huesos de ungulados domésticos y salvajes. El resto lo componen pellejos y restos de carne, y alguna que otra tortuga muerta, previo despeñamiento de su caparazón. Se alimenta de huesos y otros restos de animales muertos. También come ratones y pequeños lagartos.
El color del plumaje varía enormemente con la edad, distinguiéndose hasta 4 coloraciones diferentes a lo largo de la vida del animal:
- Los individuos de menos de un año tienen una coloración parda clara en el vientre, marrón en la cara interna de las alas y la cola y negra en los extremos de estas, cabeza y dorso. En la espalda se observa un escudete de pelaje blanco.
- Entre 1 y 3 años el cuello sigue siendo oscuro, pero las plumas de la cara y vientre empiezan a clarear mostrándose zonas blancas, como en el adulto. La cola se ha vuelto ligeramente más clara.
- Entre 3 y 6 años las plumas de las alas se vuelven grisáceas, mientras que las del cuello empiezan a sustituirse por marrones y luego amarillentas. Las de los hombros y brazos se oscurecen con el tiempo.
- Los individuos de más de 6 años tienen las alas y la cola más afiladas. El cuerpo, cuello y cabeza son enteramente blanco-amarillentos, algo solo interrumpido por el antifaz negro de los ojos y en algunos casos un fino collar de plumas negras en la base del cuello. Las alas y cola son grises, aunque en el caso de las primeras destacan las coberteras negras y las axilas blancas. El dorso es pardo oscuro.

Además, la subespecie presente en Eurasia y el Magreb (G. b. barbatus) presenta en estado adulto unas ligeras líneas negras en la zona de los oídos, característica de la que carece la subespecie del sur y este de África (G. b. meridionalis). Esta especie no presenta dimorfismo sexual. Las formas más septentrionales presentan las patas emplumadas hasta los dedos; por el contrario, en África se encuentra una subespecie de patas desplumadas.
La descripción de la coloración se ve enrarecida debido a la presencia de factores externos. Se ha descubierto que estas aves adquieren la coloración rojiza y amarillenta tan característica al bañarse en barro rico en óxidos de hierro, siendo su verdadera coloración blanca.
No es habitual que el quebrantahuesos emita algún tipo de sonido; si se ve muy amenazado, puede emitir un pequeño silbido, pero habitualmente esta especie se comunica con los ojos y el plumaje de su cabeza. La descripción de su ojo es: Iris amarillo y esclerótica roja. Cuanto más excitado está (ya puede ser por estrés, enfado, o deseo de cópula) más se inflama dicha esclerótica a la vez que eriza todo el plumaje de su cabeza.

## Hábitat

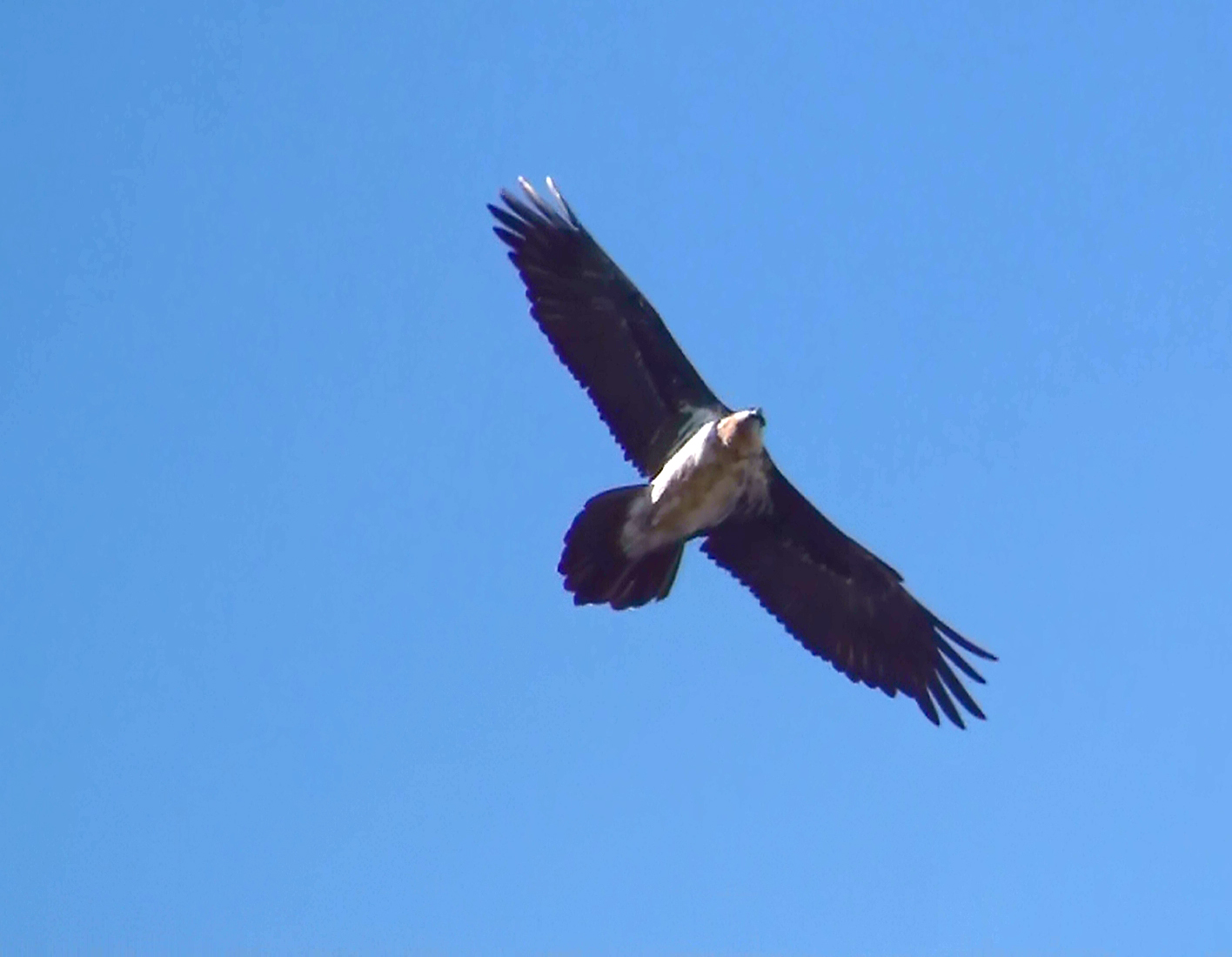
Adulto en pleno vuelo

Los quebrantahuesos habitan en zonas montañosas y escarpadas, dotadas de grandes barrancos o acantilados desde donde poder arrojar sus capturas para alimentarse de ellas. Además, prefiere buscar también zonas de cuevas, donde pueda nidificar sin ser molestado. Los quebrantahuesos suelen compartir hábitat con rebecos y cabras monteses.
La zona de nidificación y alimentación puede ser abandonada si no hay cadáveres en ella, aunque luego retornan con sus capturas. Estudios realizados en Sudáfrica demostraron que los quebrantahuesos meridionales pueden recorrer planeando zonas de hasta 30 km² buscando algo con que alimentarse. Los jóvenes que se independizan de sus padres también recorren largas distancias, pero vuelven a sus áreas de origen cuando llegan a la madurez para encontrar pareja y formar un nido, por lo que la velocidad a la que se expande su área de distribución es muy lenta. Vive a altitudes superiores a 1500 metros.

## Distribución
El quebrantahuesos es una especie muy abundante en Asia Central, desde Turquía hasta China. Es algo más testimonial en África Oriental y en el sur de Europa.
En la península ibérica únicamente se han mantenido sin extinguirse en el Pirineo aragonés, donde habitan más de 80 parejas reproductoras, extendiéndose al navarro y al catalán. Los polluelos criados en semilibertad en los Picos de Europa y los Alpes, donde esta especie se había extinguido, se han instalado allí sin problemas. Las citas de la zona norte de Burgos y La Rioja, indica que también criaba hasta mediados de los años 60 del siglo XX en el desfiladero de Pancorbo y cerca de allí en Bujedo (montes Obarenes) y más al sur en Urrez (Sierra de la Demanda). También hay referencias de cría en la comarca burgalesa de La Lora (valle del Rudrón) y en montes riojanos cerca de Calahorra. Igualmente estaba ampliamente distribuido por el sur de la península de donde desapareció principalmente por el uso de venenos, habiendo citas tan al sur como en el municipio de Marbella, donde al menos dos parejas anidaban en Sierra Blanca, frente al Mar Mediterráneo, donde aún quedan restos de un nido. 
Desde los años 2000 se está reintroduciendo la especie en la sierra de Cazorla y la de Segura, concretamente en el Parque natural de Cazorla, Segura y Las Villas (Provincia de Jaén). Actualmente Andalucía posee unos 40 ejemplares de quebrantahuesos.

## Reproducción
Las parejas de quebrantahuesos se forman al comienzo de la madurez y se mantienen durante el resto de la vida. Son sedentarias y se reproducen cada año en un único nido que construyen a la entrada de una cueva o en alguna repisa protegida contra los vientos. La época de celo se inicia en septiembre u octubre, realizándose las puestas (normalmente de dos huevos) entre diciembre y marzo. Ambos padres se turnan para incubar los huevos durante dos meses y luego continúan haciéndose cargo de los polluelos de forma conjunta, pero no evitan que el polluelo más fuerte acabe matando al débil, como ocurre también en las águilas.
Tras 4 meses en el nido, el pollo superviviente madura lo suficiente como para emprender su primer vuelo, pero continúa siendo alimentado por sus padres, a los que ahora acompaña y aprende de ellos a alimentarse por sí mismo. Este periodo de aprendizaje dura entre 95 y 247 días, al cabo de los cuales se produce la emancipación.

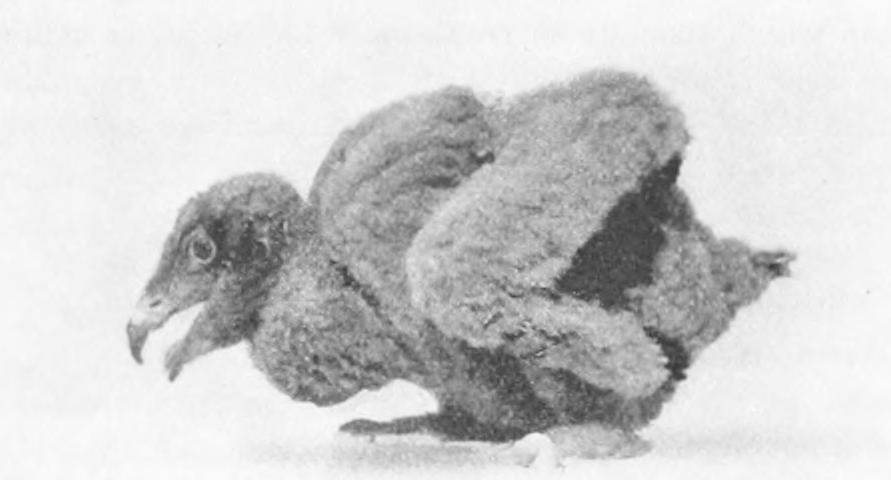
Cría de Quebrantahuesos
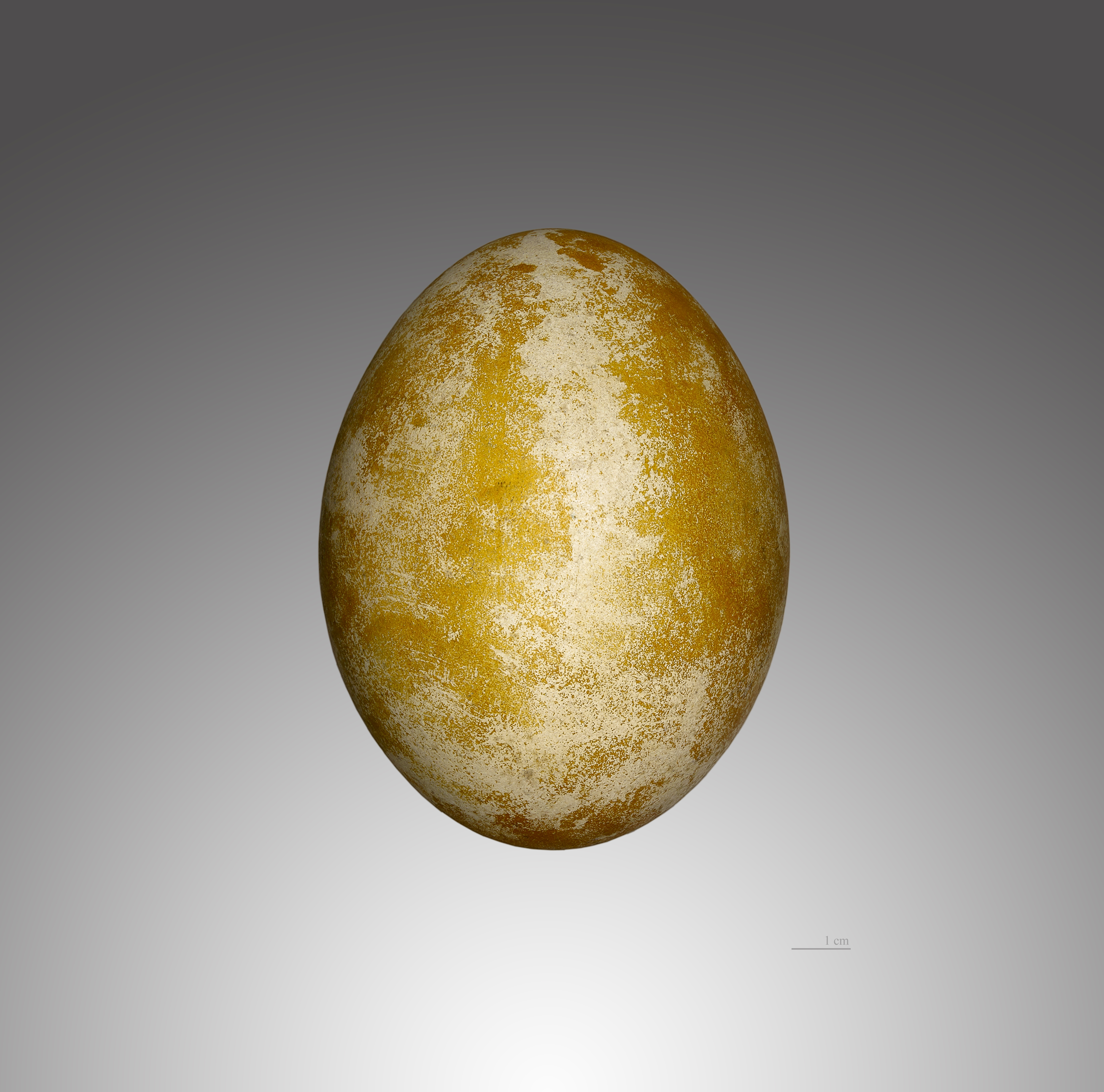
Huevo de Gypaetus barbatus aureus
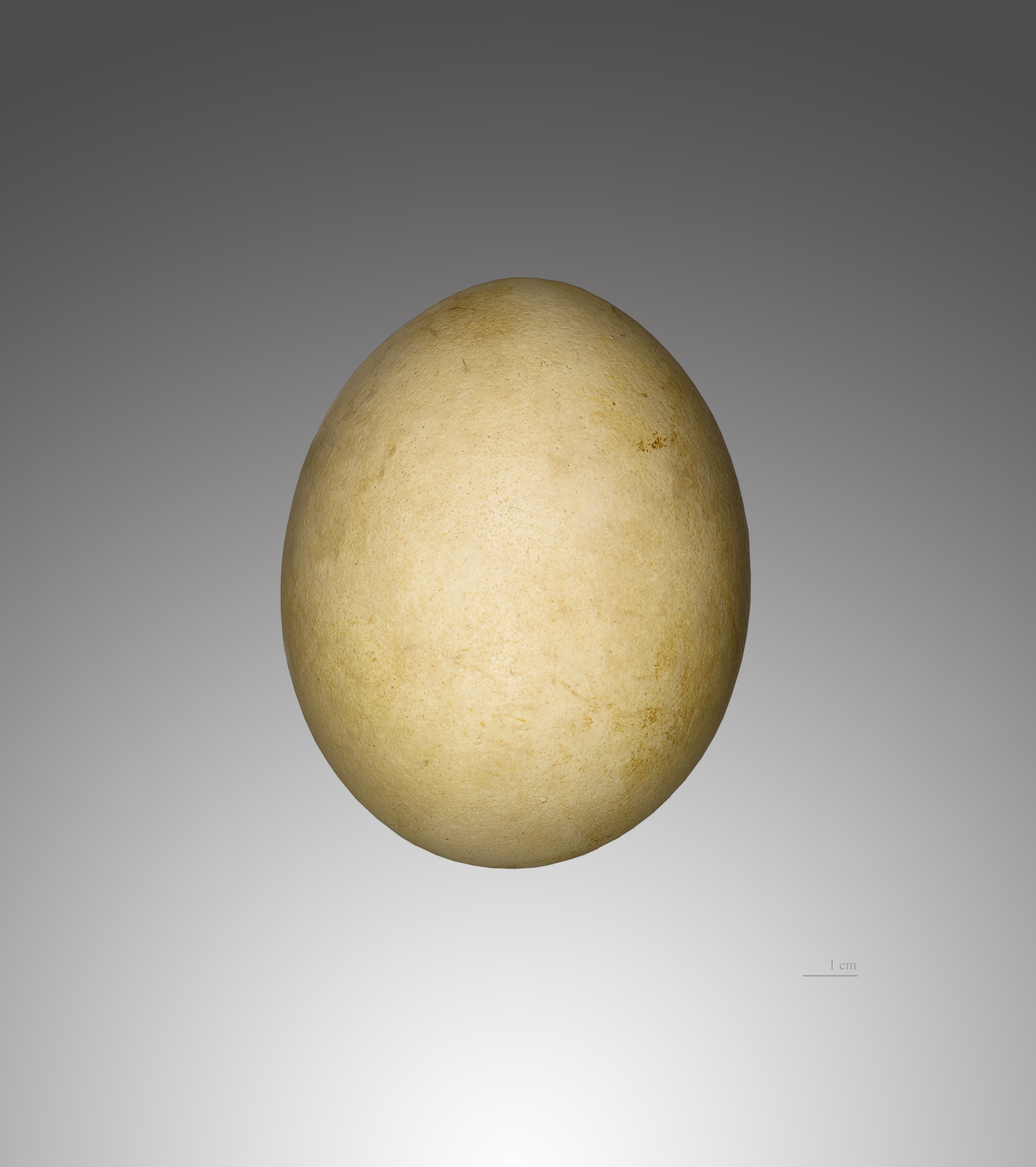
Huevo de Gypaetus barbatus hemachalanus

## Estatus poblacional de la especie
Aunque el quebrantahuesos está amenazado en Europa, la especie está ampliamente extendida en Asia y África, y es relativamente común por toda esa zona. Por ello hasta 2013 el estado de conservación de la especie fue de «preocupación menor», pero en 2014 pasó a estar calificado como «casi amenazado» por la IUCN y Birdlife International debido a las evidencias de declive poblacional. Debido a ello algunas administraciones públicas han puesto en marcha planes para ayudar al mantenimiento de la especie

## Amenazas

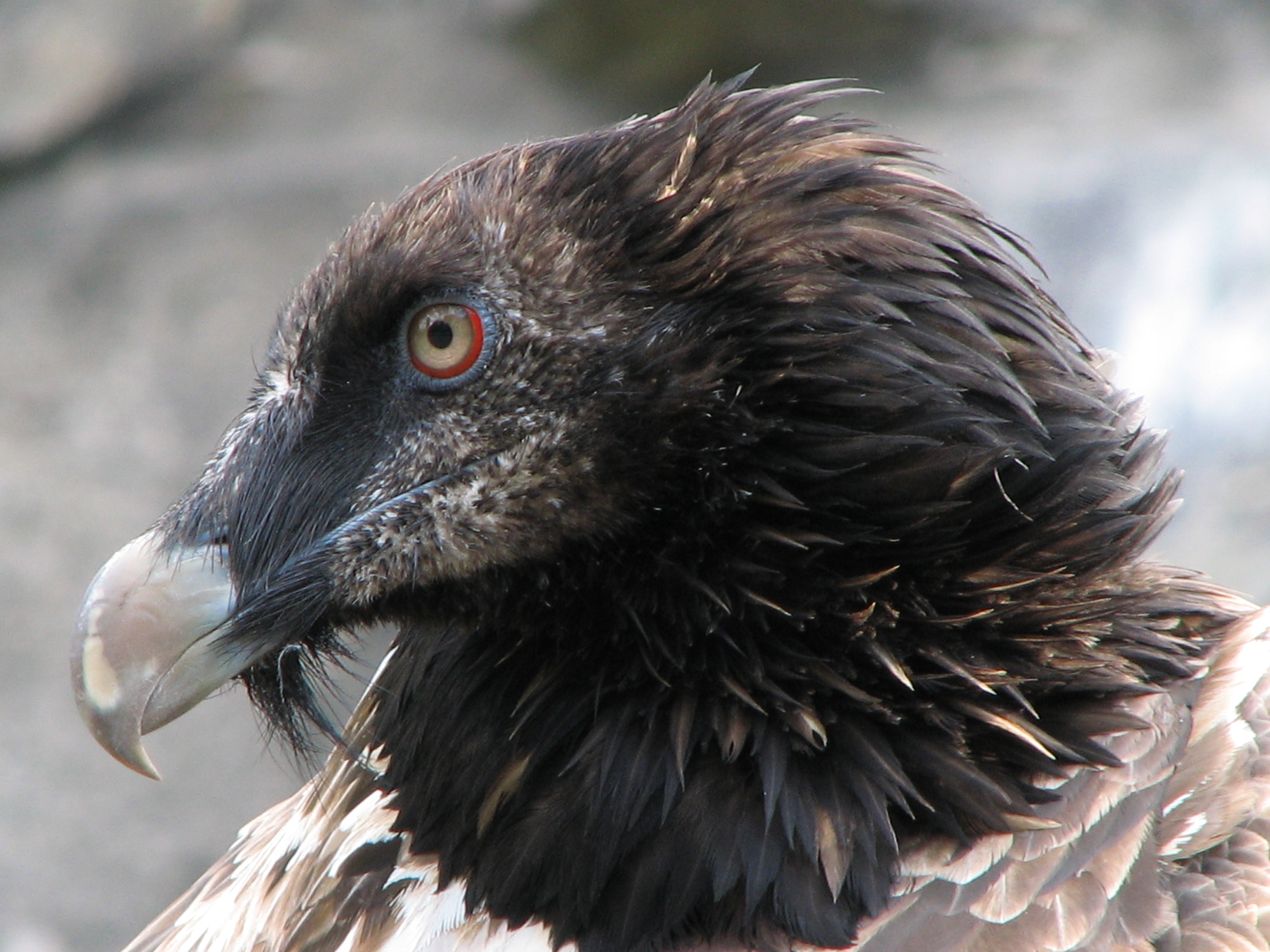
Los machos jóvenes tienen la cabeza de color negro.

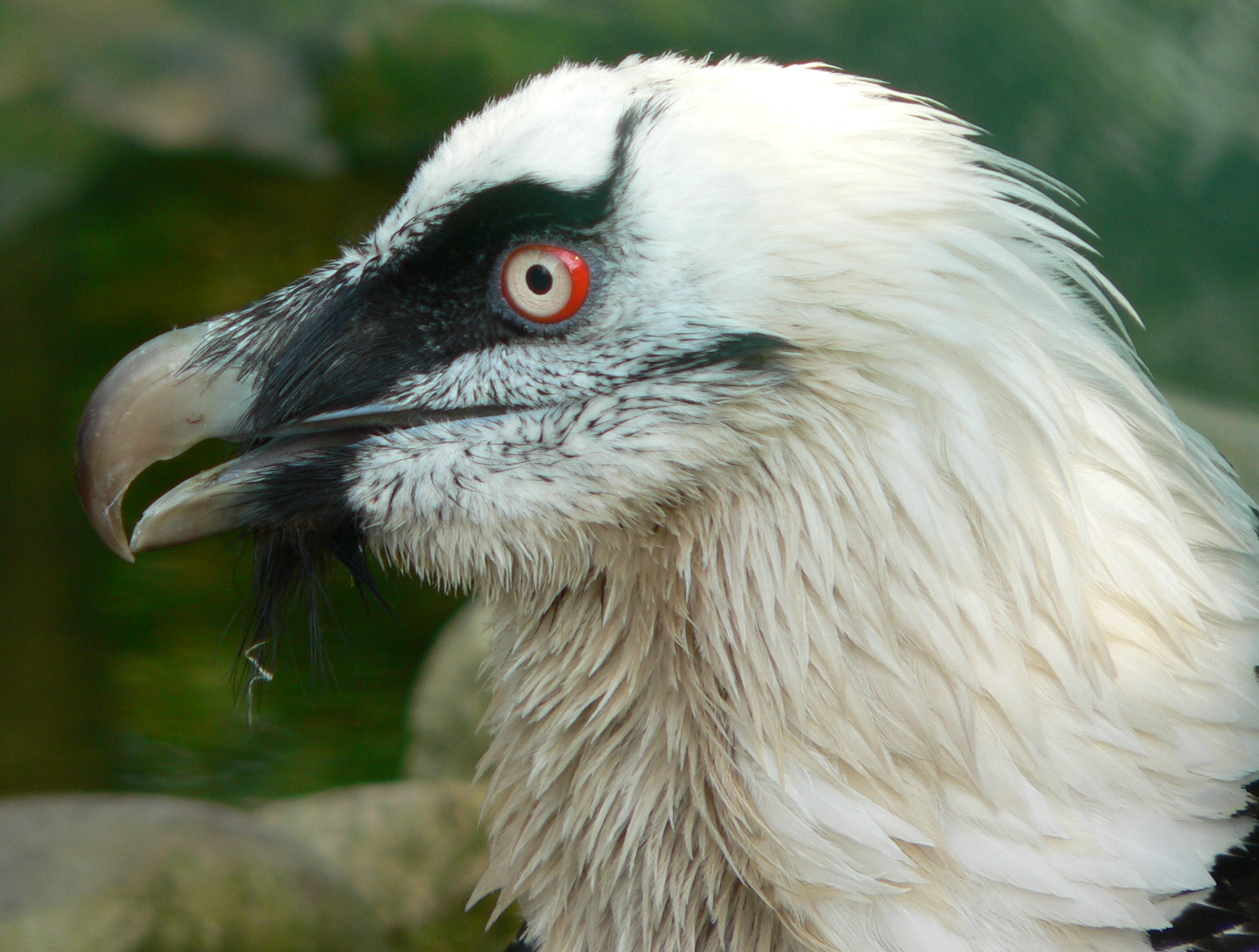
Cabeza de un quebrantahuesos adulto (blanca)

A pesar de que algunas de las causas que provocaron la extinción del quebrantahuesos y su declive poblacional prácticamente han desaparecido, son numerosas la amenazas que hoy en día ponen en peligro su supervivencia.
En la actualidad, la monitorización de la población española de quebrantahuesos ha permitido conocer las causas de mortalidad que actúan sobre la especie. Técnicas como el marcaje y radioseguimiento posibilitan seguir y localizar ejemplares durante periodos de hasta 4 años a lo largo de considerables distancias. Analizando 28 ejemplares hallados muertos durante los últimos 20 años en los Pirineos, 17 (60,7%) murieron por ingesta de tóxicos, 3 (10,7%) fueron abatidos por disparos, 2 (7,1%) sufrieron electrocución en apoyos de tendidos eléctricos y 1 (3,5%) murió al colisionar con líneas eléctricas, desconociendo la causa de muerte del resto.
La principal causa de mortalidad en el quebrantahuesos está asociada al uso ilegal de cebos envenenados, comprometiendo gravemente el crecimiento de la población española y su proceso de colonización de nuevas áreas. El veneno afecta especialmente a las aves adultas por su mayor experiencia en la localización de pequeños restos durante el ciclo reproductor. Afecta, por tanto, al segmento más valioso de la población dada la experiencia que disponen en el conocimiento preciso de su entorno, así como su capacidad para la reproducción.
El uso del veneno, tipificado como delito desde 1995, es una práctica ilegal que provoca la muerte indiscriminada de miles de animales silvestres en España, especialmente predadores y carroñeros entre los que se encuentran especies catalogadas en peligro de extinción. Esta práctica está asociada a métodos obsoletos de control de fauna, a manos de personas e instituciones poco experimentadas en el manejo de fauna e insensible con los procesos naturales de los ecosistemas españoles.
La segunda causa de mortalidad no natural en España son los incidentes relacionados con las líneas eléctricas localizadas en zonas de montaña, próximas a collados o laderas de mediana y alta altitud por ser lugares de paso frecuente. La muerte se produce por colisión o electrocución. La gestión moderna de las empresas eléctricas, acorde con la legislación europea, está permitiendo la aplicación de medidas correctoras que reducen el impacto sobre la fauna. Se considera esencial la colaboración de este sector para lograr con éxito la recuperación de especies tan amenazadas como el quebrantahuesos.
La caza ilegal es considerada uno de los factores que más influyeron en los procesos de extinción del quebrantahuesos a lo largo de su área de distribución. Estas agresiones son cada vez menos frecuentes gracias a la protección de las especies y a una mayor concienciación y sensibilidad por parte del colectivo de cazadores, quienes en muchos casos denuncian estas acciones anacrónicas e ilegales que dañan su imagen frente a la sociedad. El respeto de la naturaleza está asociado directamente al horizonte cultural de la sociedad que la disfruta y gestiona.
La supervivencia del quebrantahuesos se ve igualmente amenazada por factores como la transformación y pérdida de hábitat debida a la construcción de grandes infraestructuras en áreas de montaña, las molestias directas producidas por la actividad humana en zonas sensibles como barrancos o grandes cortados rocosos y de manera muy especial por el abandono de las prácticas ganaderas tradicionales y los cambios de los métodos de explotación al ser sustituida la ganadería extensiva por la práctica intensiva de la estabulación.
El quebrantahuesos contaba con una población abundante en toda Andalucía a finales del siglo XIX. Pero debido a la caza y al expolio de huevos, en 1987 dejaron de verse estos animales en la comunidad de Andalucía: se habían extinguido. Mediante el programa del reintroducción del quebrantahuesos se ha conseguido su cría en cautividad para su posterior suelta.

## Subespecies
Se conocen dos subespecies de Gypaetus barbatus:
- Gypaetus barbatus barbatus - de las montañas del norte de España y noroeste de África al centro y noreste de China.
- Gypaetus barbatus meridionalis - este y sur de África y sudoeste de Arabia.

## En la cultura popular
Según la tradición, un ave de esta especie fue la que mató, al lanzar una tortuga desde una gran altura, al dramaturgo griego Esquilo en el año 456 a. C., luego de que, irónicamente, un oráculo le hubiese predicho que moriría aplastado por una «casa»; motivo por el cual había decidido mudarse fuera de la ciudad, sin lograr, así, escapar de su trágico destino.